# グレイソン・ガルシア・ジ・オリヴェイラ
グレイソン・ガルシア・ジ・オリヴェイラ（ポルトガル語: Gleyson García de Oliveira、1996年11月29日 - ）はブラジル・サンパウロ州出身のプロサッカー選手。Jリーグ・大分トリニータ所属。ポジションはFW（CF, SS）。

## 来歴

### クラブ
2016年カンピオナート・デ・ポルトゥガル（ポルトガル3部リーグ）に所属しているACアルカネンセに移籍。
2017年セグンダ・ディヴィジオンBに所属していたCFロルカ・デポルティーバに移籍。
2020年母国のカンピオナート・ブラジレイロ・セリエDのアソシアソン・フェロヴィアリア・ジ・エスポルテスに移籍。
2022年カンピオナート・ブラジレイロ・セリエCのミラソウFCに移籍。
2023年韓国のKリーグ2に所属する慶南FCに移籍。第二節の全南ドラゴンズ戦で初ゴールをマークすると、その後も順調にゴールを重ね、シーズン終了までにチームトップとなる13ゴールをマークした。
2024年2月6日、J2リーグのファジアーノ岡山FCに完全移籍。2024年シーズン開幕から10試合に出場して2得点、ハードワークと周りを活かすポストプレーヤーとして活躍してJ2の月間MVPを受賞した。しかし5月20日に左膝前十字靭帯断裂、左膝外側・内側半月板損傷で全治8か月の大けがをし、ブラジルで手術とリハビリするため一時帰国と選手登録抹消された。
2025年1月、2025年シーズンの契約更新が岡山から発表された。
岡山がJ1リーグに昇格した2025年シーズン前半はJ1リーグ3試合と天皇杯1試合の出場に留まり、2025年6月24日にJ2リーグの大分トリニータへの完全移籍が発表された。

## 個人成績
| 国内大会個人成績 | 国内大会個人成績 | 国内大会個人成績 | 国内大会個人成績 | 国内大会個人成績 | 国内大会個人成績 | 国内大会個人成績 | 国内大会個人成績         | 国内大会個人成績 | 国内大会個人成績 | 国内大会個人成績 | 国内大会個人成績 |
| 年度             | クラブ           | 背番号           | リーグ           | リーグ戦         | リーグ戦         | リーグ杯         | リーグ杯                 | オープン杯       | オープン杯       | 期間通算         | 期間通算         |
| 年度             | クラブ           | 背番号           | リーグ           | 出場             | 得点             | 出場             | 得点                     | 出場             | 得点             | 出場             | 得点             |
| 日本             | 日本             | 日本             | 日本             | リーグ戦         | リーグ戦         | リーグ杯         | リーグ杯                 | 天皇杯           | 天皇杯           | 期間通算         | 期間通算         |
| ---------------- | ---------------- | ---------------- | ---------------- | ---------------- | ---------------- | ---------------- | ------------------------ | ---------------- | ---------------- | ---------------- | ---------------- |
| 2024             | 岡山             | 9                | J2               | 13               | 3                | 0                | 0                        | -                | -                | 13               | 3                |
| 2025             | 岡山             | 9                | J1               | 3                | 0                | 0                | 0                        | 1                | 0                | 4                | 0                |
| 2025             | 大分             | 11               | J2               |                  |                  | -                | -                        | -                | -                |                  |                  |
| 通算             | 日本             | 日本             | J1               | 3                | 0                | 0                | 0                        | 1                | 0                | 4                | 0                |
| 通算             | 日本             | 日本             | J2               | 13               | 3                | 0                | 0                        | -                | -                | 13               | 3                |
| 総通算           | 総通算           | 総通算           | 総通算           | 16               | 3                | 0                | 0\|\|\|1\|\|0\|\|16\|\|3 |                  |                  |                  |                  |

出場歴
- Jリーグ初出場・初得点 - 2024年2月25日 J2第1節 栃木SC戦 (シティライトスタジアム)

## タイトル

### 個人
- J2リーグ・月間MVP（2024年2・3月）